# Schwetschkea applanata
Schwetschkea applanata är en bladmossart som beskrevs av Brotherus 1907. Schwetschkea applanata ingår i släktet Schwetschkea och familjen Leskeaceae. Inga underarter finns listade i Catalogue of Life.